# Janusz Grabiański

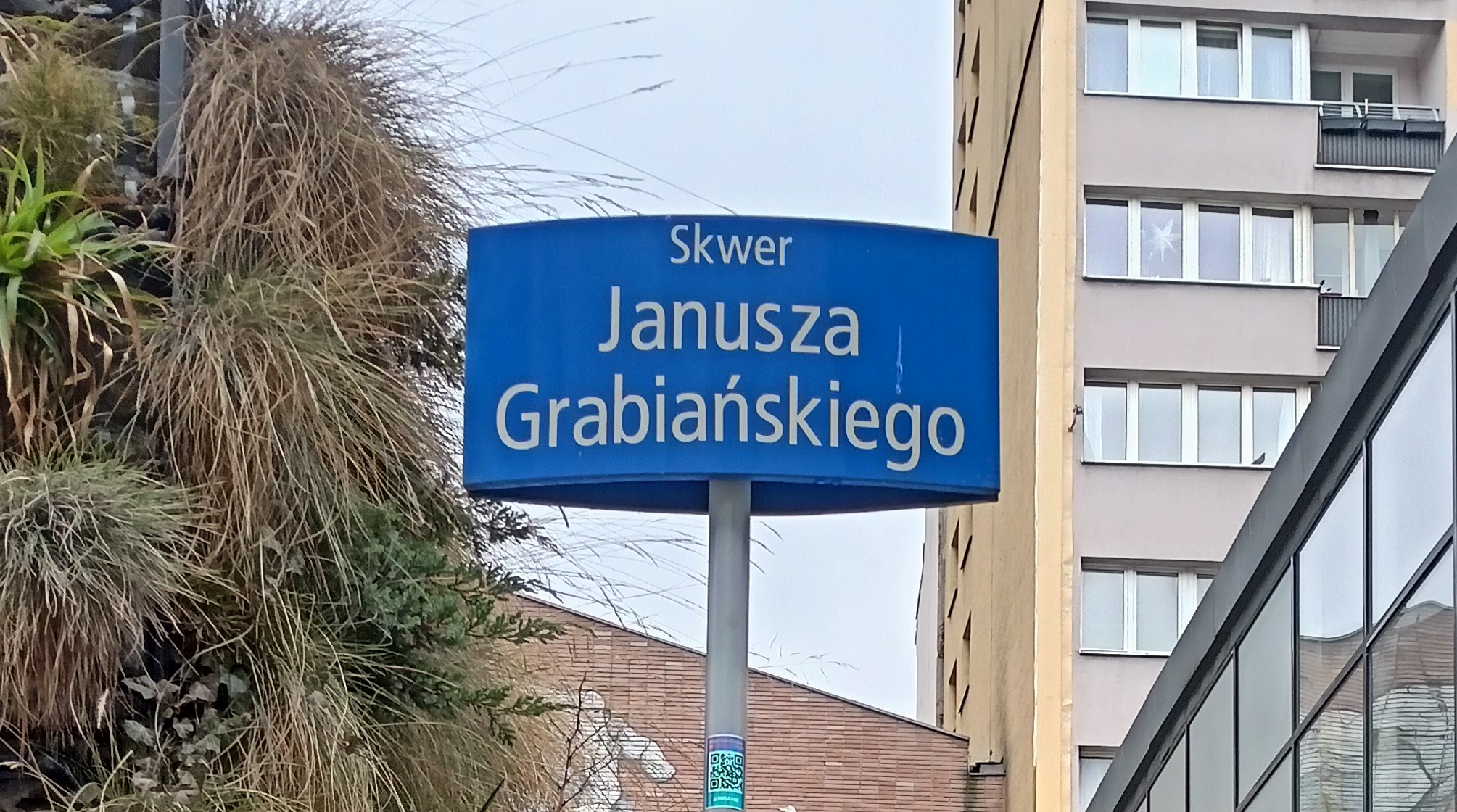
Tabliczka z nazwą skweru J. Grabiańskiego w Warszawie

Janusz Grabiański (ur. 24 lipca 1929 w Szamotułach, zm. 20 października 1976 w Warszawie) – polski artysta grafik, plakacista, ilustrator książek i serii wydawniczych.

## Dzieciństwo i edukacja
Jego rodzice pochodzili z Poznania – ojciec Wierosław był urzędnikiem bankowym, matka Halina (z domu Fibich) przed ślubem pracowała jako asystentka w zakładzie fotograficznym. Do siódmego roku życia Janusz z rodzicami i młodszym bratem Andrzejem mieszkali we Wronkach.
W latach 1949–1951 studiował w Akademii Sztuk Pięknych w Krakowie, następnie przeniósł się do ASP w Warszawie, gdzie w latach 1952–1955 kontynuował studia pod kierunkiem prof. Józefa Mroszczaka. Kolegami Grabiańskiego z lat studenckich byli m.in. Bohdan Butenko, Janusz Stanny i Andrzej Heidrich.

## Twórczość
Po ukończeniu studiów był ilustratorem książek dla dzieci, serii wydawniczych (np. serii „Naokoło świata”, wydawanej przez Państwowe Wydawnictwo „Iskry” w latach 1956–1994). Zajmował się również projektowaniem plakatów reklamowych takich firm jak POL-MOT, LOT czy Confexim. W 1957 plakat jego autorstwa uzyskał I nagrodę w konkursie zorganizowanym przez Polskie Linie Lotnicze „LOT”, a z czasem firma ta powierzyła Grabiańskiemu opiekę nad identyfikacją wizualną oraz projektowanie materiałów promocyjnych. Projektował również znaczki pocztowe, w tym m.in. serię pt. Rasy psów (1963) oraz Koty (1964). Miał kilkanaście wystaw indywidualnych w Polsce i za granicą.
Od 1957 roku rozpoczął współpracę z austriackim wydawnictwem Carl Überreuter Verlag, a następnie także z innymi wydawnictwami zagranicznymi, m.in. z Niemiec, Wielkiej Brytanii, Francji, Finlandii, Włoch, RPA oraz ze Szwecji i Stanów Zjednoczonych. Łącznie w ciągu niespełna 25 lat pracy zilustrował ponad 100 książek z klasyki polskiej i obcej, m.in. Wiersze o kotach T.S. Eliota, O krasnoludkach i o sierotce Marysi Marii Konopnickiej (książka wpisana na Listę Honorową H.Ch. Andersena za ilustracje, 1976), Cudowną podróż Selmy Lagerlof, Bajki Charles’a Perraulta, Przygody Tomka Sawyera Marka Twaina. Należał do ilustratorów znanych i podziwianych na świecie. Miał kilkanaście wystaw indywidualnych w Polsce, Austrii, Szwajcarii i Niemczech. Zilustrował też ostatnią wersję Elementarza Mariana Falskiego. Książki ilustrowane przez Grabiańskiego ukazały się w ponad 20 krajach całego świata, w tym w Związku Radzieckim, Jugosławii, Holandii, Japonii, Izraelu i na Węgrzech.

## Nagrody i upamiętnienie
Za The Big Book of Animal Stories (1961) otrzymał nagrodę „New York Timesa” dla najlepiej zilustrowanej książki dla dzieci, a w 1973 roku Überreuter wręczył Grabiańskiemu „Złotą Biblię” za 4-milionowy sprzedany egzemplarz z jego ilustracjami.
Otrzymał Nagrodę Prezesa Rady Ministrów za twórczość dla dzieci (1958), Brązowy medal IBBY w Lipsku (1959), nagrody w konkursie PTWK Najpiękniejsze Książki Roku za opracowanie graficzne książek: Rudzia Jadwigi Wernerowej (NK 1959), Kot w butach Hanny Januszewskiej i W szkole i w domu S. Aleksandrzaka i J. Rytlowej (WSiP 1970) oraz wyróżnienie za Wiersze dla Kaji Joanny Kulmowej (Ruch). W 1973 roku wyróżniony przez dzieci Orderu Uśmiechu.
W 2015 imię Janusza Grabiańskiego nadano skwerowi znajdującemu się między ulicami Chmielną i Widok oraz pasażem Stefana Wiecheckiego w Warszawie.